# Rosengart-Museum
Das Rosengart-Museum ist ein Automuseum in Nordrhein-Westfalen.

## Geschichte
Karl-Heinz Bonk hatte bereits einige Oldtimer. Als er ein Auto aus seinem Geburtsjahr 1939 suchte, fand er zufällig eines von Automobiles L. Rosengart. Nach eigenen Angaben dachte er beim Anblick der Frontgestaltung, die einer BMW-Niere ähnelte, es sei ein BMW. Daraufhin begann er alles zu sammeln, was mit der Marke Rosengart und ihrem Gründer Lucien Rosengart zusammenhängt.
Im Februar 1990 berichtete die Oldtimer Markt über die Sammlung, die damals nur nach Vereinbarung geöffnet war.
Im September 1992 eröffnete Bonk sein Museum.  Es befindet sich in Bedburg-Rath in einem Gutshof aus dem 12. Jahrhundert. Die Ausstellung umfasst rund 700 Quadratmeter Fläche. Das Museum hat im Sommer an jedem Wochenende geöffnet.

## Ausstellungsgegenstände
Es sind etwa 30 Autos der Marke ausgestellt. Am häufigsten sind die ersten beiden Modellreihen LR 2 und LR 4 vertreten, die beide auf dem Austin Seven basieren. Außerdem werden LR 44, LR 49, LR 64, LR 70, LR 130, LR 505 und LR 539 präsentiert. Die meisten Fahrzeuge sind fahrbereit.
Daneben ist ein Fahrrad mit Hilfsmotor ausgestellt, das Lucien Rosengart 1922 in seiner Établissements L. Rosengart herstellte. Des Weiteren befinden sich das Archiv, eine Büste von Lucien Rosengart sowie Gemälde, die er malte, im Museum.

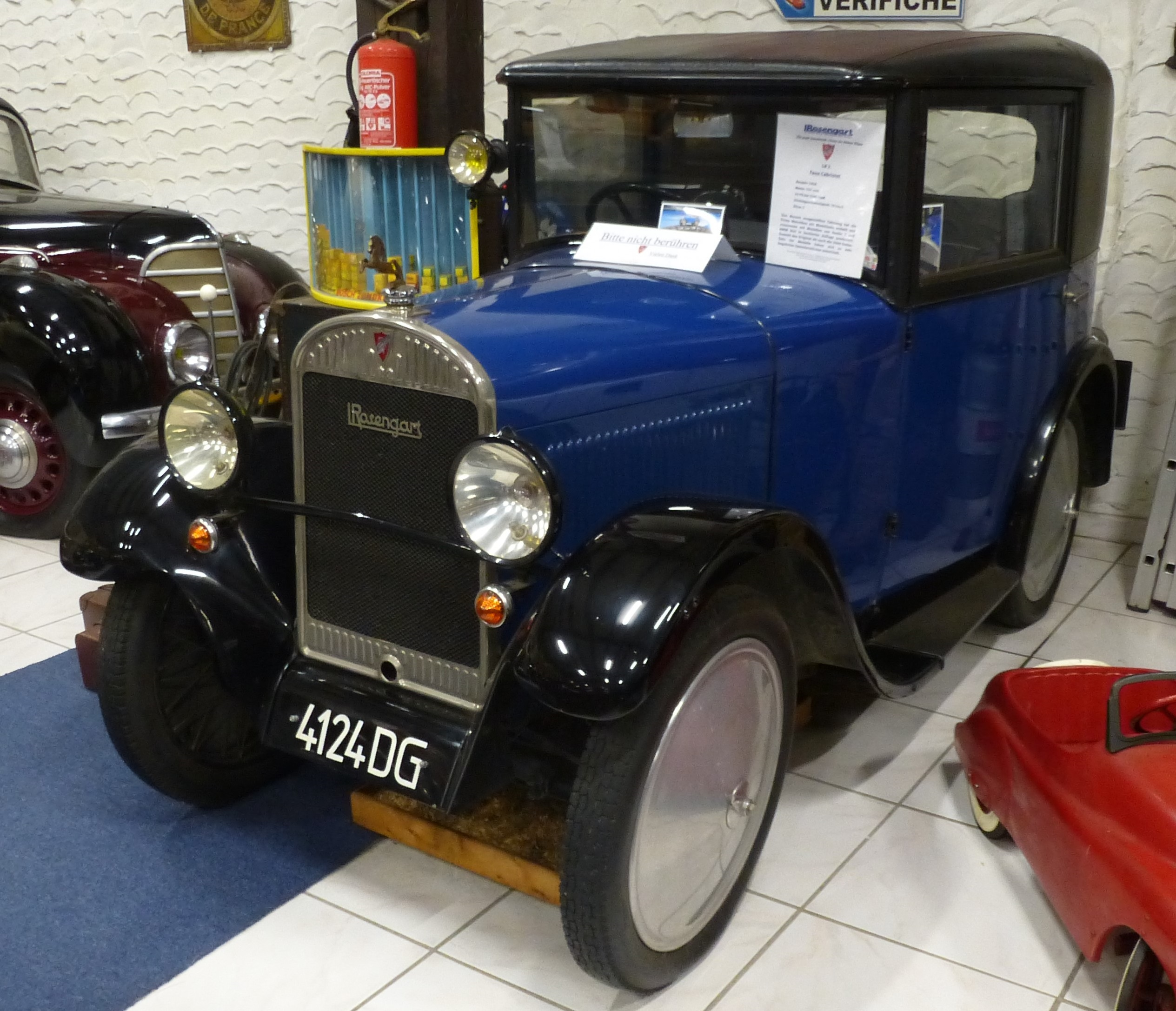
LR 2 von 1928
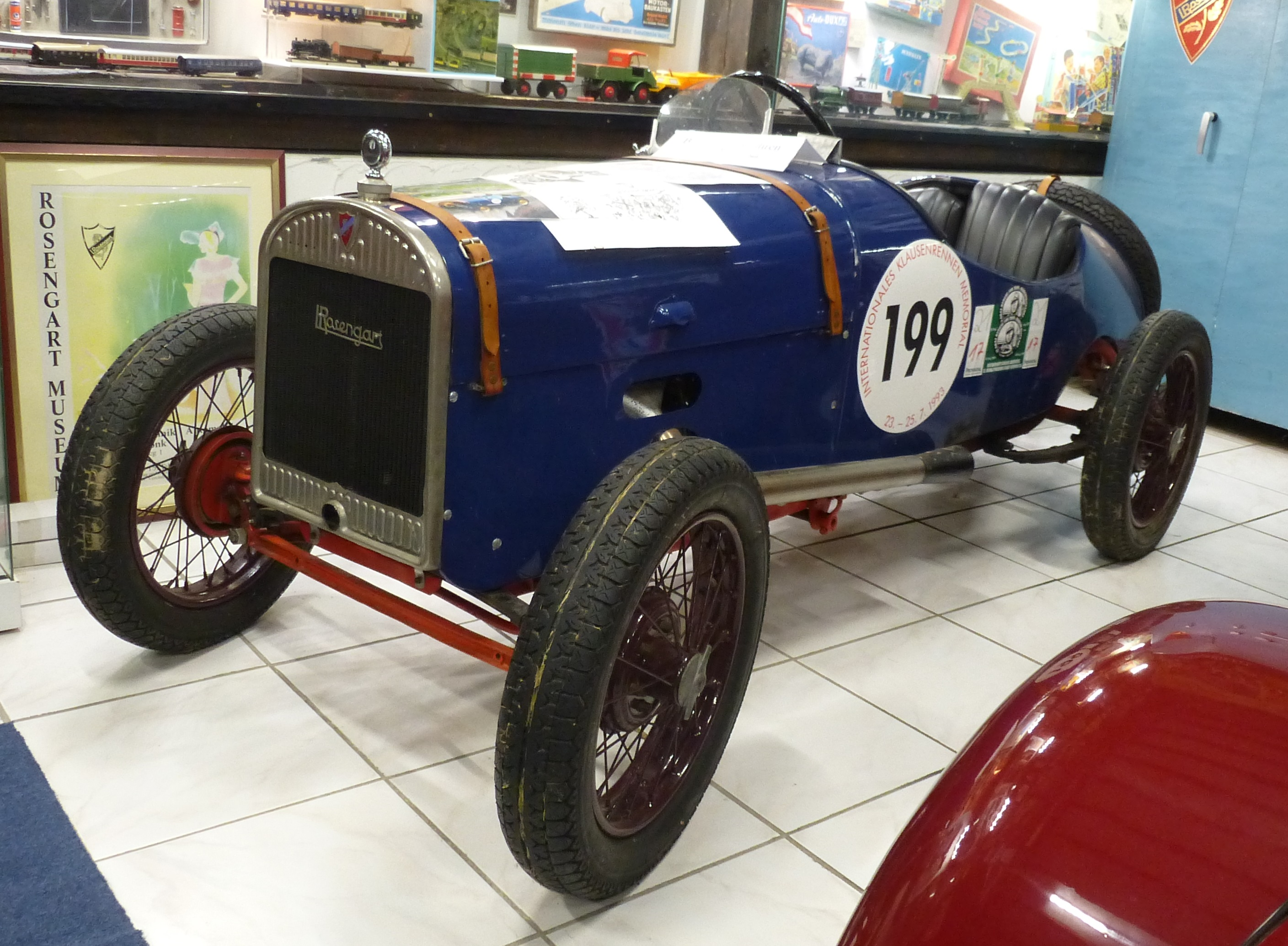
LR 4 von 1929
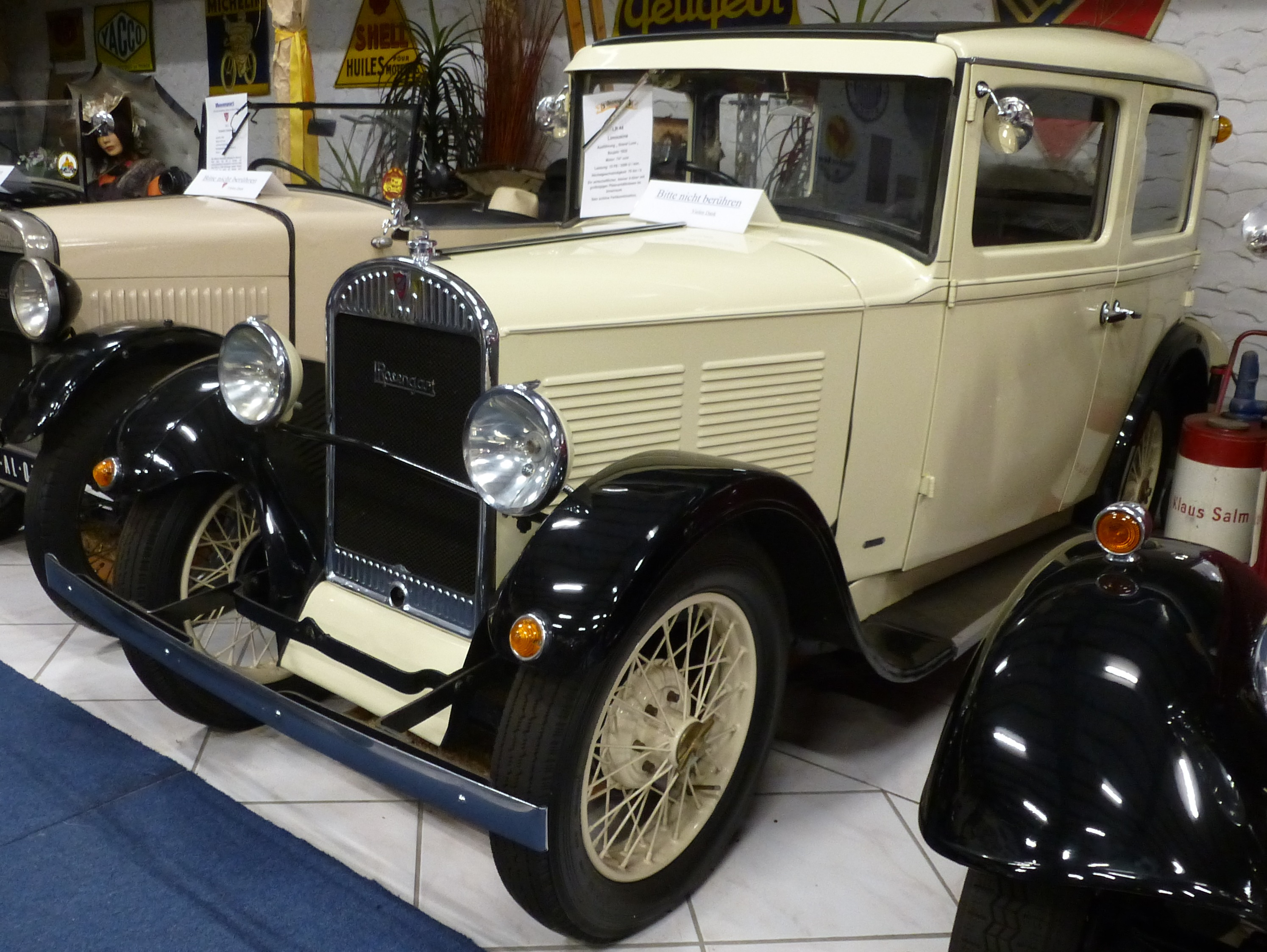
LR 44 von 1932
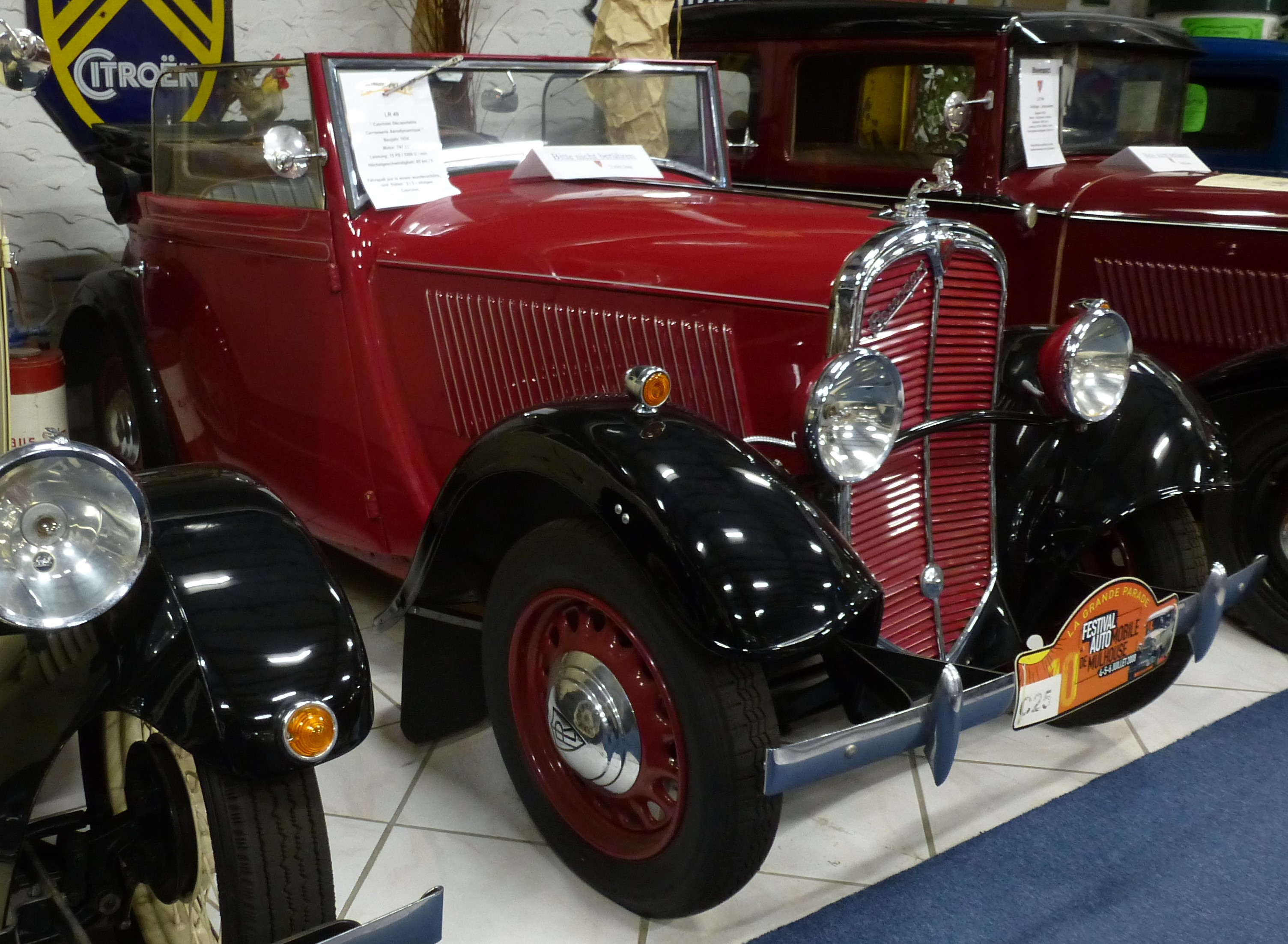
LR 49 von 1934
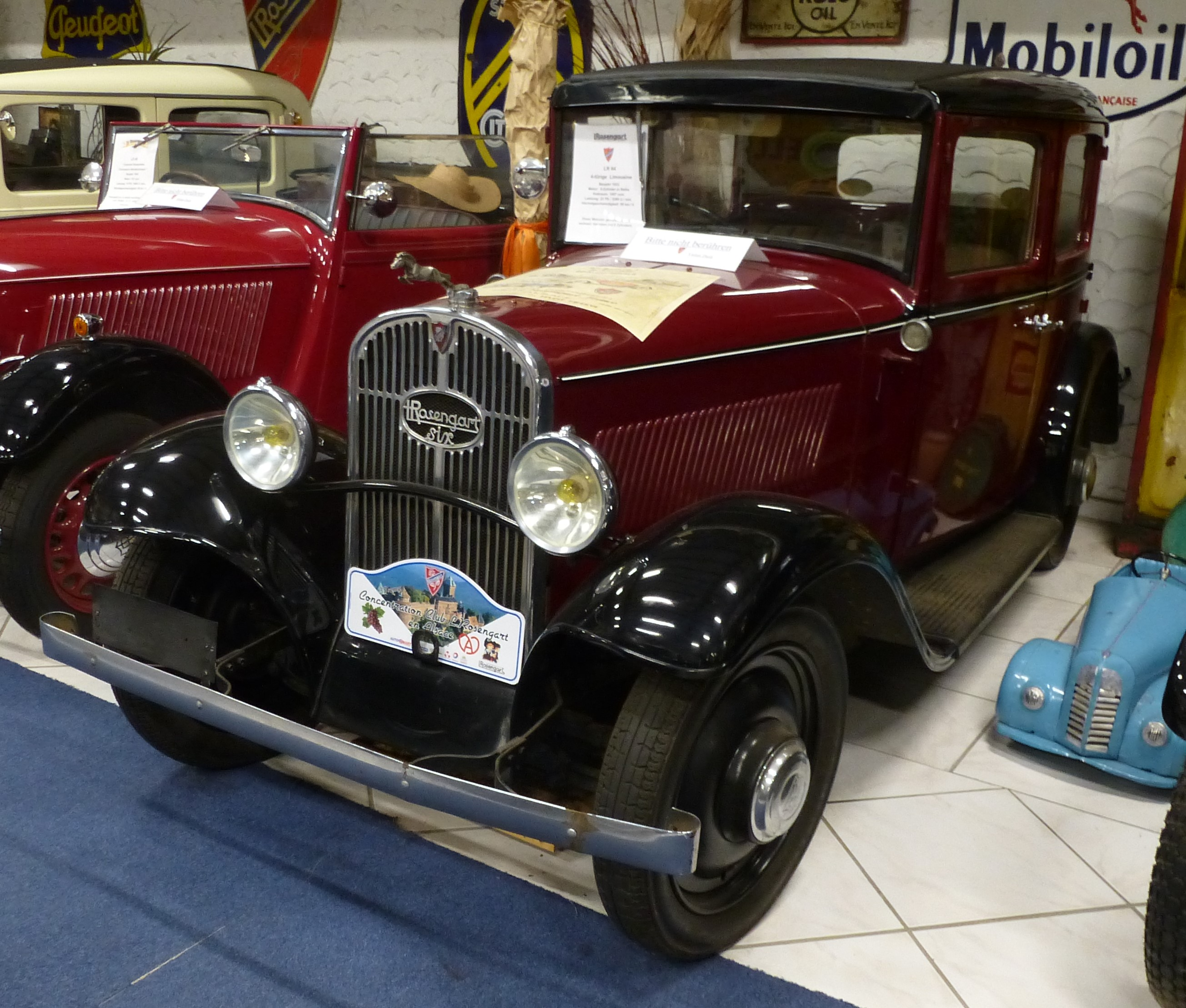
LR 64 von 1933
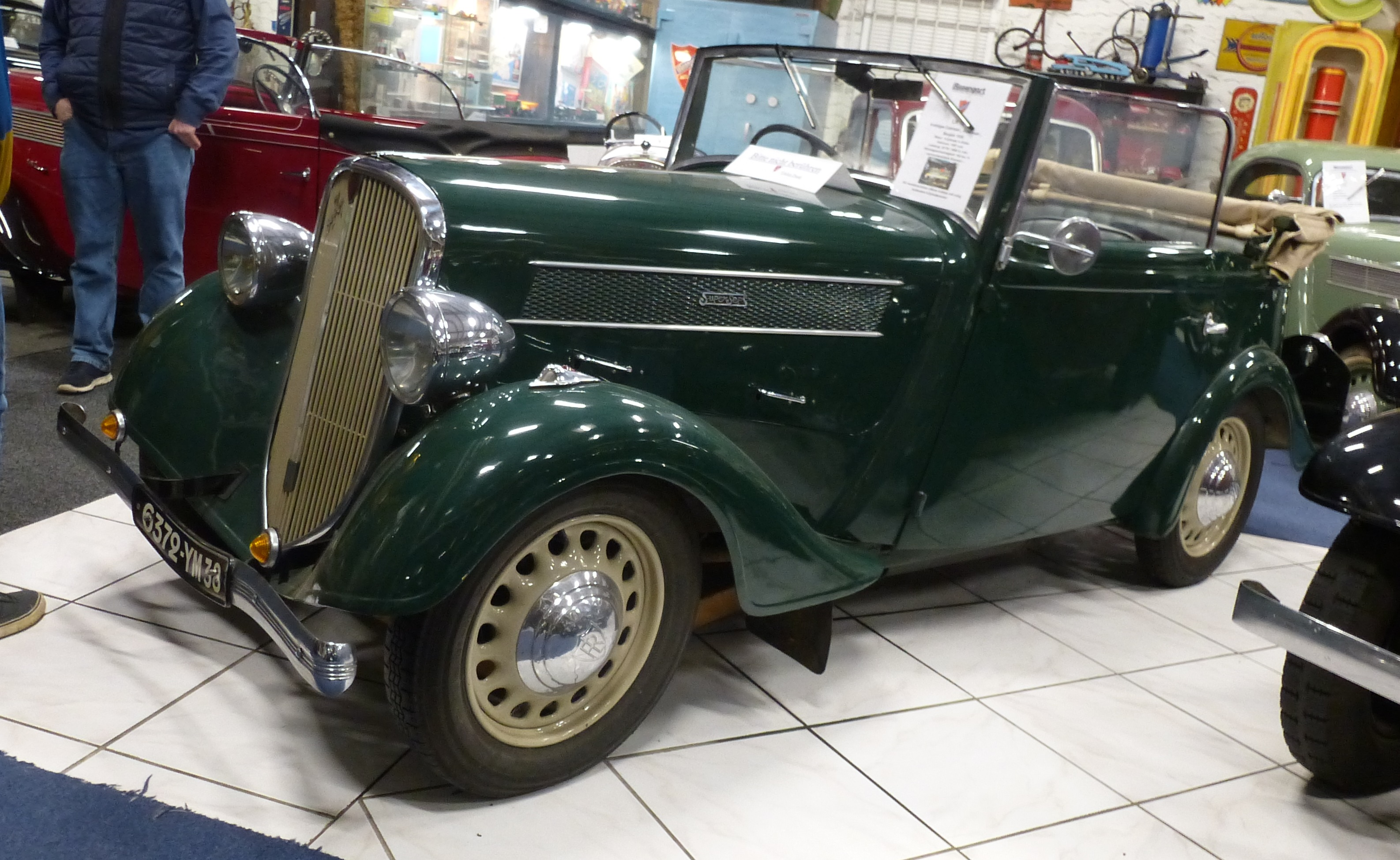
LR 70 von 1938
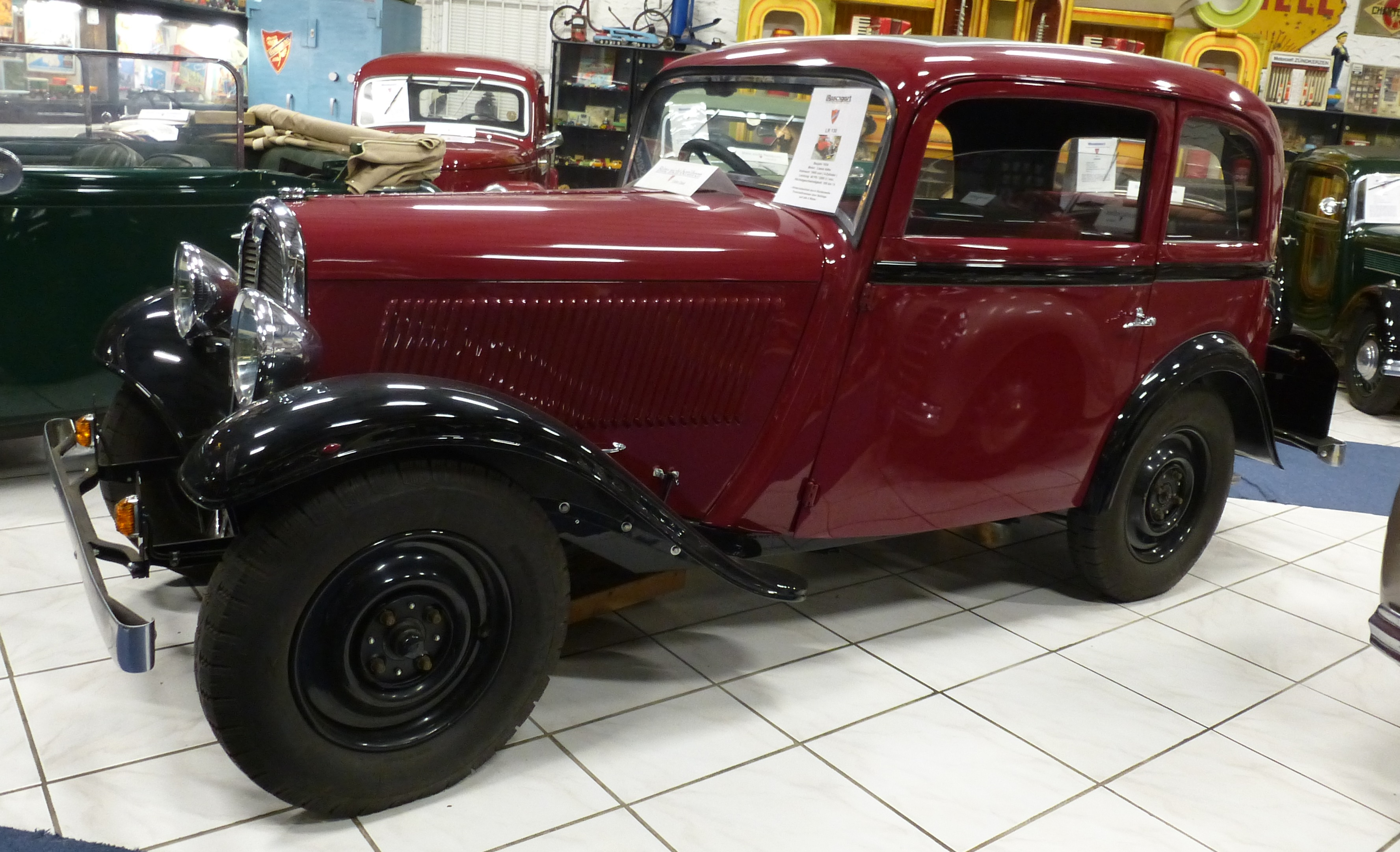
LR 130 von 1934
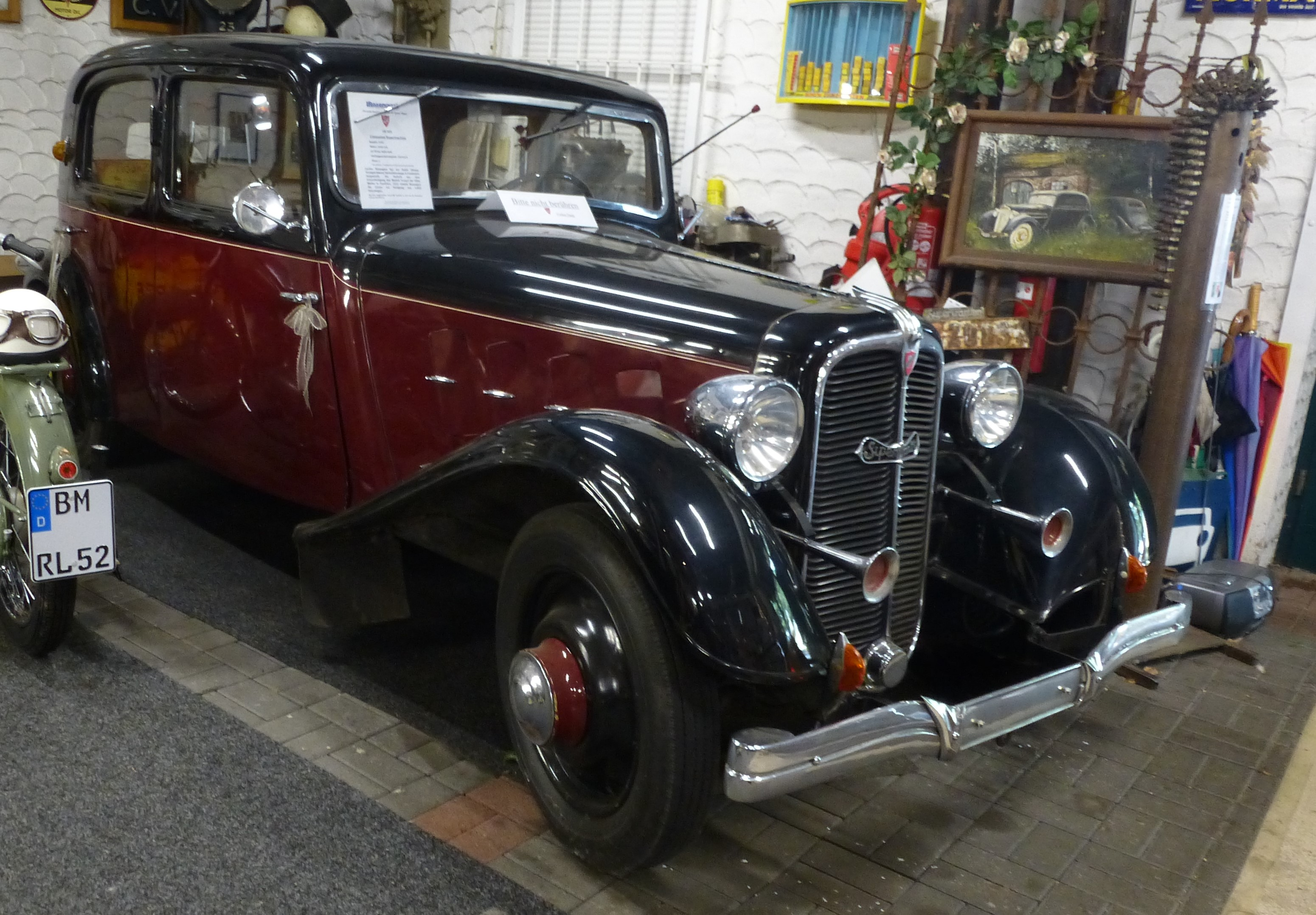
LR 505 von 1935
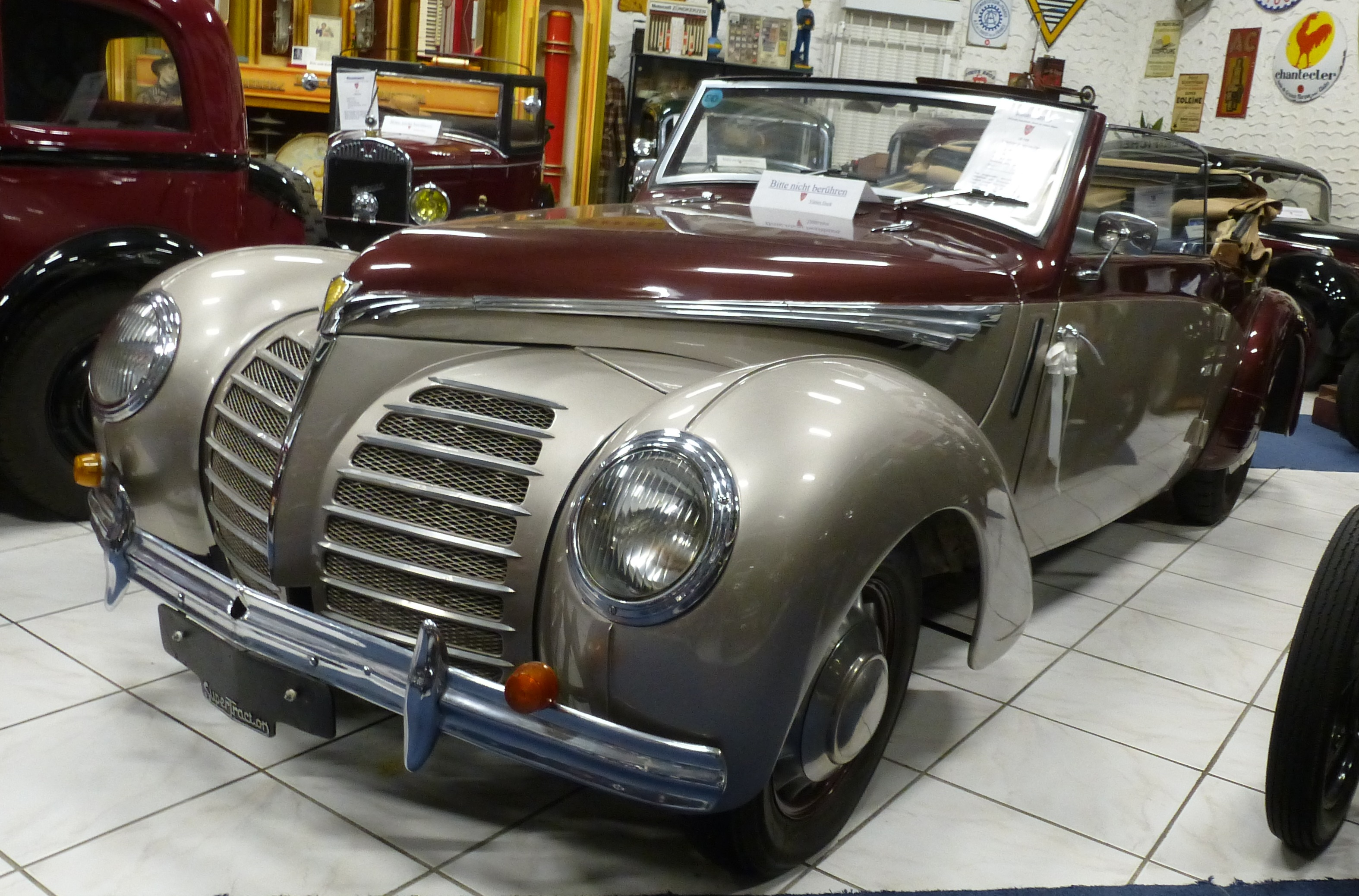
LR 539 von 1939
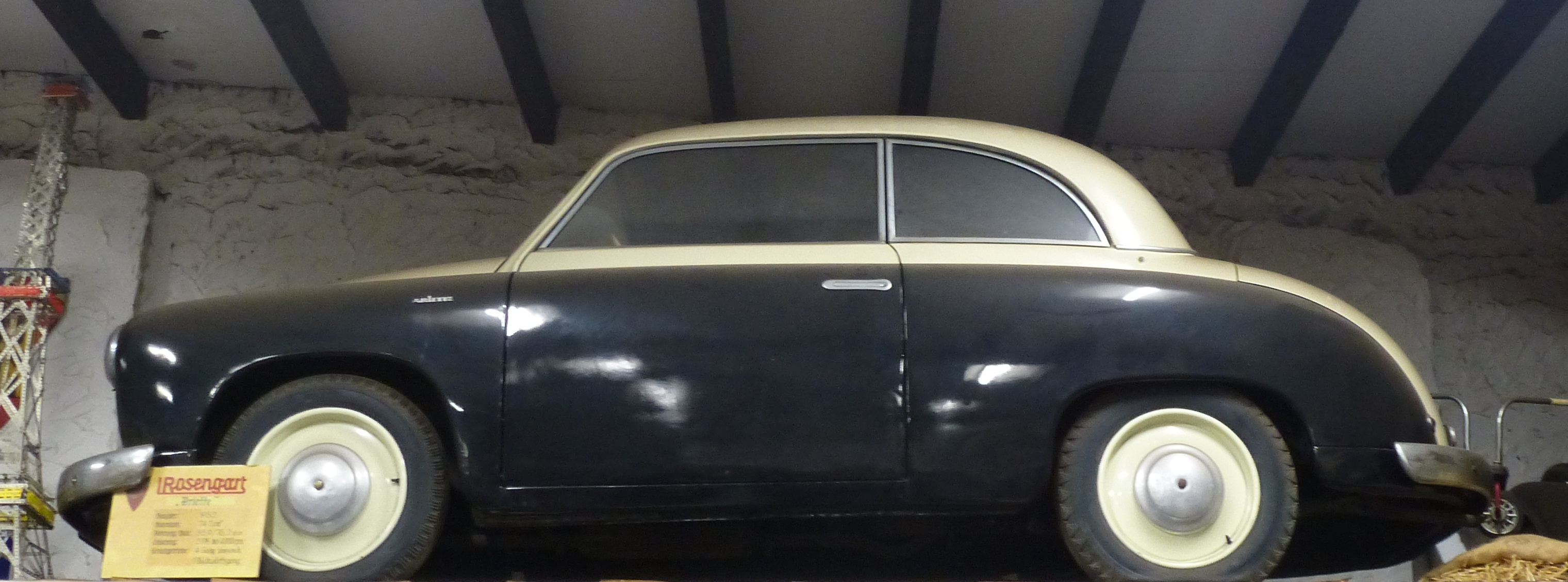
Ariette von 1952
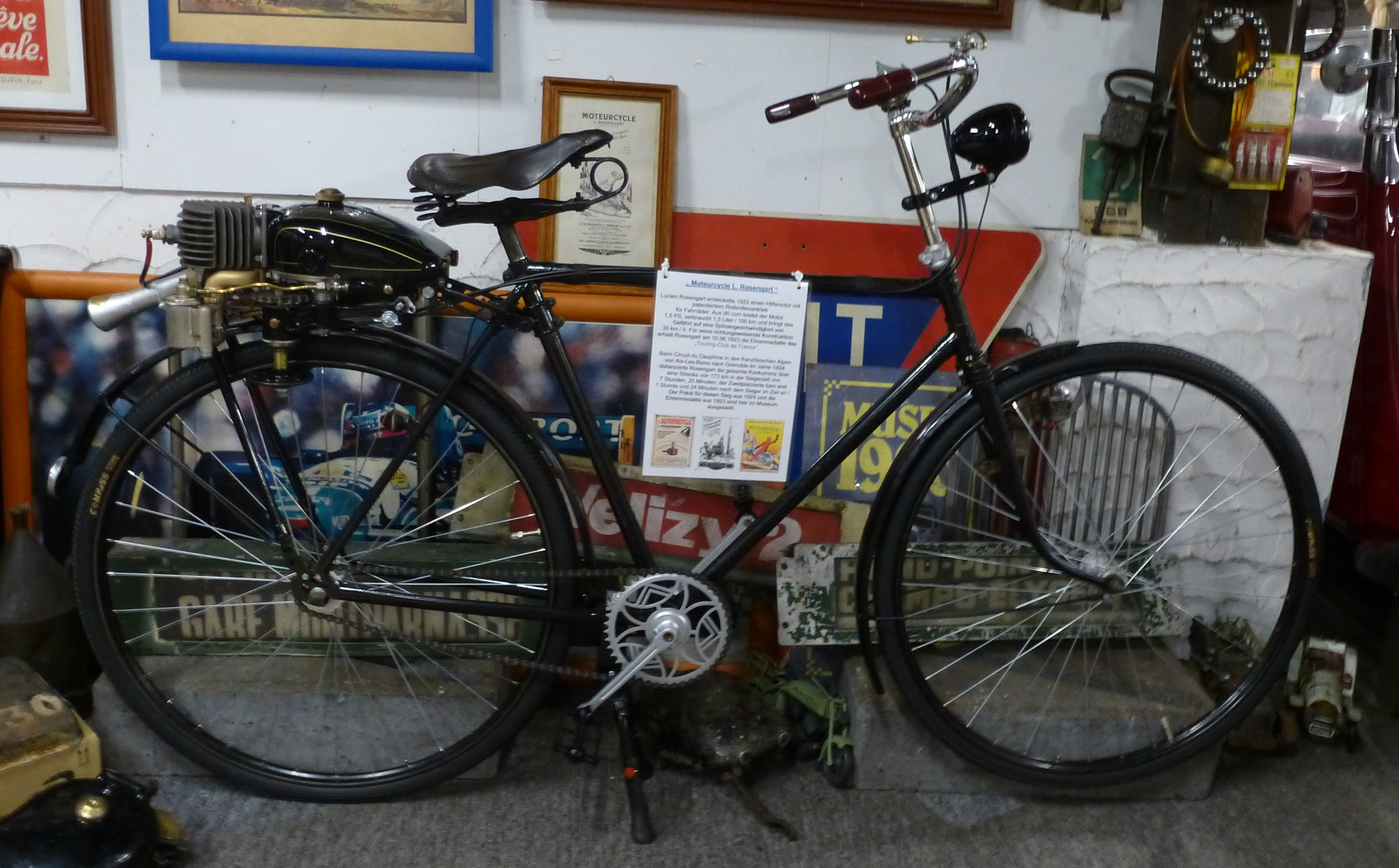
Fahrrad mit Hilfsmotor 1922–1924